# Georg (Bayern)

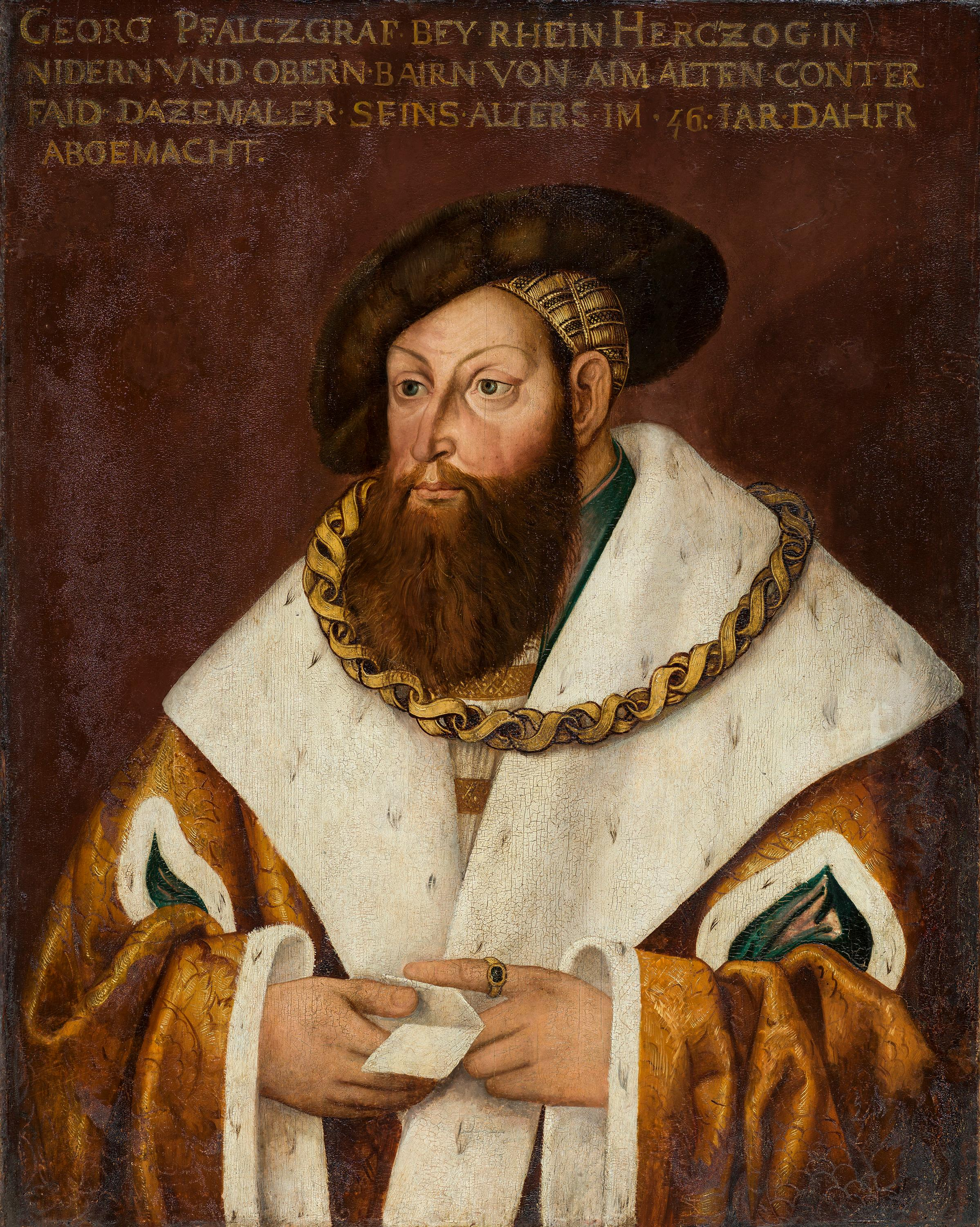
Peter Gertner, Herzog Georg der Reiche, um 1531/32, Öl auf Holz, Burg zu Burghausen

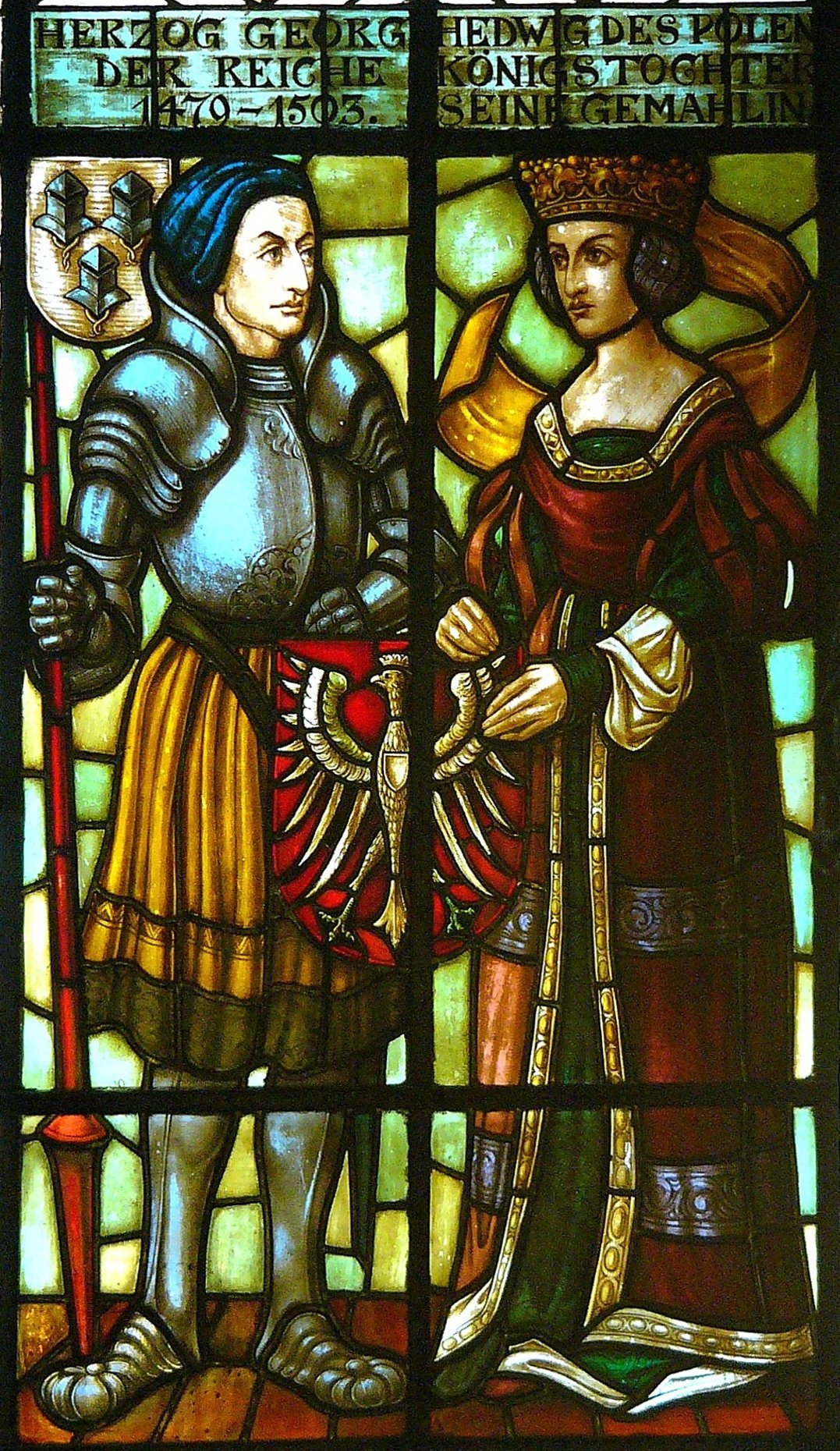
Georg der Reiche und Hedwig von Polen in einem Fenster des Landshuter Rathauses

Georg der Reiche (* 15. August 1455 in Burghausen; † 1. Dezember 1503 in Ingolstadt) war von 1479 bis zu seinem Tod Herzog von Bayern-Landshut. Er war der dritte und letzte der drei „reichen Herzöge“ aus dem Geschlecht der Wittelsbacher, die Bayern-Landshut im 15. Jahrhundert regierten. Bekannt ist er vor allem durch die Landshuter Hochzeit. Mit seinem Testament beschwor Georg den Landshuter Erbfolgekrieg herauf, der das Herzogtum Bayern schließlich unter territorialen Verlusten wiedervereinigen sollte.

## Herkunft und Jugend
Georg wurde 1455 als Sohn Herzog Ludwigs IX. und Amalias von Sachsen geboren und wuchs in der Burg zu Burghausen auf. Ab seinem 13. Lebensjahr wurde er von seinem Vater zu Regierungsgeschäften herangezogen. In der Landshuter Hochzeit heiratete er 1475 Hedwig, die Tochter des polnischen Königs Kasimir IV. und dessen Frau Elisabeth von Habsburg. Schon vor seinem Regierungsantritt baute er das Schloss in Lauingen aus.

## Herrschaft
Am 18. Januar 1479 trat Georg 23-jährig die Nachfolge seines Vaters als Herzog von Bayern-Landshut an.  Georgs berühmter Reichtum beruhte ansonsten wie schon bei seinem Vater und Großvater hauptsächlich auf dem Besitz der Bergwerke in den Herrschaften um Kitzbühel und Reichenhall. Der Herzog ließ die Burg zu Burghausen zu einem festen Schloss ausbauen und das Ingolstädter Neue Schloss fast vollständig neu errichten.
Georgs Kanzler war der gelehrte Altöttinger Propst Friedrich Mauerkircher, der spätere Bischof von Passau. Nach dessen Tod 1485 wurde Wolfgang Kolberger der wichtigste Berater des Herzogs. Mit seiner Hilfe setzte er das römische Recht in seinem Territorium durch. 1491 veränderte Georg die von seinem Vater geschaffene Landesordnung, worüber sich die Ritterschaft 1497 beschwerte, weil das bisher geltende Landrecht dadurch weitgehend aufgehoben wurde. Dennoch folgten 1501 weitere Reformen.
1485 ließ Georg wegen Verletzung seines Territoriums ein starkes Heer vor der Reichsstadt Nördlingen aufmarschieren, dessen Abzug sie teuer bezahlen musste. Georg bemühte sich in den Jahren nach seinem Regierungsantritt intensiv um den Erwerb von Ländereien in Vorderösterreich. 1486 kaufte er von Sigmund von Tirol für 52.011 Gulden die an den Bischof von Augsburg verpfändete Markgrafschaft Burgau einschließlich Günzburg. 1487 kaufte er zusammen mit seinem Vetter Albrecht IV. von Bayern-München für 50.000 Gulden von Herzog Sigmund für 10 Jahre die Verwaltung der vorderen Lande Tirols. Dies missfiel jedoch Kaiser Friedrich III., der gegen die Expansionsbestrebungen der beiden Wittelsbacher den Schwäbischen Bund ins Leben rief. 1489 musste Georg als Preis für den Friedensschluss mit dem Kaiser nicht nur 36.000 Gulden bezahlen, sondern auch auf die Markgrafschaft Burgau verzichten. Am 10. Juli 1489 schloss er auch Frieden mit dem Schwäbischen Bund und löste sein Bündnis mit Albrecht. Danach war Georg eine wichtige Stütze von Friedrichs Sohn und Nachfolger König Maximilian I., dem er bei seinen Feldzügen in Schwaben, der Schweiz, Geldern, Italien und Ungarn beistand, auch in der Hoffnung, sein Testament werde vom König bestätigt werden. Schon 1490 musste der Tiroler Herzog Sigmund auf massives Drängen der Tiroler Stände hin die Regierungsangelegenheiten an Maximilian übergeben, das ganze Habsburgerreich kam wieder in gemeinsame Hand und gewann an Macht.
Gleichzeitig wurden im Reich die unter König  Maximilian 1500 geschaffenen Reichskreise ein wichtiger Ordnungsfaktor, so entstand der Bayerische Reichskreis.

## Nachfolgefrage und Tod
Entgegen den Wittelsbacher Hausverträgen, die eine gegenseitige Erbfolge beim Fehlen von männlichen Nachkommen vorsahen, vererbte Georg am 19. September 1496 sein Herzogtum testamentarisch an seine Tochter Elisabeth, die bald darauf mit seinem Neffen Ruprecht aus der Kurpfälzer Linie der Wittelsbacher verheiratet wurde.
Trotz Geheimhaltung erfuhr der Münchener Vetter Albrecht von diesem Vertragsbruch. Albrecht selbst hatte einst für den Fall, dass er ohne erbberechtigte Söhne sterben sollte, Georg von Bayern-Landshut zum Erben eingesetzt, und dadurch sogar seine jüngeren Brüder benachteiligt und mit ihnen einen Konflikt heraufbeschworen. Georg bezichtigte seinen Kanzler Kolberger des Verrats und ließ ihn 1502 einkerkern. Mit seinem Verhalten zog sich Georg nicht nur die Gegnerschaft Albrechts und der meisten Reichsfürsten, sondern auch die des Königs zu.
Davon unbeeindruckt traf er ebenso wie seine Gegner Kriegsvorbereitungen. Im Herbst 1503 brach er zu einem Badaufenthalt in das württembergische Wildbad auf, musste aber in Lauingen umkehren und nach Ingolstadt zurückkehren. Seinen Pfälzer Neffen und Schwiegersohn Ruprecht setzte er auf dem Totenbett als Statthalter ein und übergab ihm vorzeitig die Burgen in Landshut und Burghausen. Am 25. November bestellte er sämtliche Landstände für den 10. Dezember nach Landshut.
Georg starb am 1. Dezember 1503 in Ingolstadt, ohne einen legitimen männlichen Erben zu hinterlassen, und wurde am 9. Dezember im Kloster Seligenthal bestattet. Da seine Tochter und sein Schwiegersohn seinen Kurs fortsetzten, kam es zum Landshuter Erbfolgekrieg (1504/1505), bei dem weite Teile Bayerns verheert wurden, und in der Folge zu einem Friedensschluss (Kölner Schiedsspruch), der  Bayern-Landshut mit Bayern-München vereinigte, aber mit schmerzhaften Gebietsverlusten für das Herzogtum verbunden war. Auch für sein Haus war Georgs Vertragsbruch fatal: Sowohl die Wittelsbacher in Bayern als auch diejenigen in der Pfalz hatten durch den Krieg umfangreiche Gebietseinbußen hinzunehmen, während die Habsburger profitierten und noch mehr an Macht gewannen. So haben sein unkluges Verhalten sowie die Zügellosigkeit in den letzten Lebensjahren Georgs Andenken in der Nachwelt verdunkelt.

## Ehe und Nachkommen
Herzog Georg heiratete am 14. November 1475 in Landshut Prinzessin Hedwig von Polen (* 1457; † 1502), Tochter von Kasimir IV. Jagiełło (1427–1492), König von Polen. Aus der Ehe gingen zwei Kinder hervor:
- Elisabeth (1478–1504) ⚭ Ruprecht von der Pfalz (1481–1504), Sohn des Kurfürsten Philipp
- Margarete (1480–1531)

In späteren Quellen wird von weiteren Kindern berichtet, die zeitgenössischen Dokumente erwähnen sie allerdings nicht:
- Ruprecht von Bayern († 1477)
- Wolfgang von Bayern († 1482)

## Ahnentafel
| Friedrich der Weise Herzog von Bayern-Landshut | Friedrich der Weise Herzog von Bayern-Landshut | Friedrich der Weise Herzog von Bayern-Landshut | Friedrich der Weise Herzog von Bayern-Landshut | Friedrich der Weise Herzog von Bayern-Landshut | Friedrich der Weise Herzog von Bayern-Landshut |                                                |                                                | Maddalena Visconti                             | Maddalena Visconti                             | Maddalena Visconti | Maddalena Visconti | Maddalena Visconti                           | Maddalena Visconti                           |                                              |                                              | Albrecht IV. Herzog von Österreich           | Albrecht IV. Herzog von Österreich           | Albrecht IV. Herzog von Österreich | Albrecht IV. Herzog von Österreich | Albrecht IV. Herzog von Österreich | Albrecht IV. Herzog von Österreich |                          |                          | Johanna Sophie von Bayern | Johanna Sophie von Bayern | Johanna Sophie von Bayern | Johanna Sophie von Bayern | Johanna Sophie von Bayern                   | Johanna Sophie von Bayern |  |  | Friedrich I. Kurfürst von Sachsen | Friedrich I. Kurfürst von Sachsen | Friedrich I. Kurfürst von Sachsen | Friedrich I. Kurfürst von Sachsen | Friedrich I. Kurfürst von Sachsen  | Friedrich I. Kurfürst von Sachsen  |                                    |                                    | Katharina von Braunschweig-Lüneburg | Katharina von Braunschweig-Lüneburg | Katharina von Braunschweig-Lüneburg | Katharina von Braunschweig-Lüneburg | Katharina von Braunschweig-Lüneburg | Katharina von Braunschweig-Lüneburg |                    |                    | Ernst I. Herzog von Steiermark, Kärnten und Krain | Ernst I. Herzog von Steiermark, Kärnten und Krain | Ernst I. Herzog von Steiermark, Kärnten und Krain | Ernst I. Herzog von Steiermark, Kärnten und Krain | Ernst I. Herzog von Steiermark, Kärnten und Krain | Ernst I. Herzog von Steiermark, Kärnten und Krain |                           |                           | Cimburgis von Masowien    | Cimburgis von Masowien    | Cimburgis von Masowien | Cimburgis von Masowien | Cimburgis von Masowien | Cimburgis von Masowien |
| Friedrich der Weise Herzog von Bayern-Landshut | Friedrich der Weise Herzog von Bayern-Landshut | Friedrich der Weise Herzog von Bayern-Landshut | Friedrich der Weise Herzog von Bayern-Landshut | Friedrich der Weise Herzog von Bayern-Landshut | Friedrich der Weise Herzog von Bayern-Landshut |                                                |                                                | Maddalena Visconti                             | Maddalena Visconti                             | Maddalena Visconti | Maddalena Visconti | Maddalena Visconti                           | Maddalena Visconti                           |                                              |                                              | Albrecht IV. Herzog von Österreich           | Albrecht IV. Herzog von Österreich           | Albrecht IV. Herzog von Österreich | Albrecht IV. Herzog von Österreich | Albrecht IV. Herzog von Österreich | Albrecht IV. Herzog von Österreich |                          |                          | Johanna Sophie von Bayern | Johanna Sophie von Bayern | Johanna Sophie von Bayern | Johanna Sophie von Bayern | Johanna Sophie von Bayern                   | Johanna Sophie von Bayern |  |  | Friedrich I. Kurfürst von Sachsen | Friedrich I. Kurfürst von Sachsen | Friedrich I. Kurfürst von Sachsen | Friedrich I. Kurfürst von Sachsen | Friedrich I. Kurfürst von Sachsen  | Friedrich I. Kurfürst von Sachsen  |                                    |                                    | Katharina von Braunschweig-Lüneburg | Katharina von Braunschweig-Lüneburg | Katharina von Braunschweig-Lüneburg | Katharina von Braunschweig-Lüneburg | Katharina von Braunschweig-Lüneburg | Katharina von Braunschweig-Lüneburg |                    |                    | Ernst I. Herzog von Steiermark, Kärnten und Krain | Ernst I. Herzog von Steiermark, Kärnten und Krain | Ernst I. Herzog von Steiermark, Kärnten und Krain | Ernst I. Herzog von Steiermark, Kärnten und Krain | Ernst I. Herzog von Steiermark, Kärnten und Krain | Ernst I. Herzog von Steiermark, Kärnten und Krain |                           |                           | Cimburgis von Masowien    | Cimburgis von Masowien    | Cimburgis von Masowien | Cimburgis von Masowien | Cimburgis von Masowien | Cimburgis von Masowien |
|                                                |                                                |                                                |                                                |                                                |                                                |                                                |                                                |                                                |                                                |                    |                    |                                              |                                              |                                              |                                              |                                              |                                              |                                    |                                    |                                    |                                    |                          |                          |                           |                           |                           |                           |                                             |                           |  |  |                                   |                                   |                                   |                                   |                                    |                                    |                                    |                                    |                                     |                                     |                                     |                                     |                                     |                                     |                    |                    |                                                   |                                                   |                                                   |                                                   |                                                   |                                                   |                           |                           |                           |                           |                        |                        |                        |                        |
|                                                |                                                |                                                |                                                | Heinrich der Reiche Herzog von Bayern-Landshut | Heinrich der Reiche Herzog von Bayern-Landshut | Heinrich der Reiche Herzog von Bayern-Landshut | Heinrich der Reiche Herzog von Bayern-Landshut | Heinrich der Reiche Herzog von Bayern-Landshut | Heinrich der Reiche Herzog von Bayern-Landshut |                    |                    |                                              |                                              |                                              |                                              |                                              |                                              |                                    |                                    | Margarete von Österreich           | Margarete von Österreich           | Margarete von Österreich | Margarete von Österreich | Margarete von Österreich  | Margarete von Österreich  |                           |                           |                                             |                           |  |  |                                   |                                   |                                   |                                   | Friedrich II. Kurfürst von Sachsen | Friedrich II. Kurfürst von Sachsen | Friedrich II. Kurfürst von Sachsen | Friedrich II. Kurfürst von Sachsen | Friedrich II. Kurfürst von Sachsen  | Friedrich II. Kurfürst von Sachsen  |                                     |                                     |                                     |                                     |                    |                    |                                                   |                                                   |                                                   |                                                   | Margaretha von Österreich                         | Margaretha von Österreich                         | Margaretha von Österreich | Margaretha von Österreich | Margaretha von Österreich | Margaretha von Österreich |                        |                        |                        |                        |
|                                                |                                                |                                                |                                                | Heinrich der Reiche Herzog von Bayern-Landshut | Heinrich der Reiche Herzog von Bayern-Landshut | Heinrich der Reiche Herzog von Bayern-Landshut | Heinrich der Reiche Herzog von Bayern-Landshut | Heinrich der Reiche Herzog von Bayern-Landshut | Heinrich der Reiche Herzog von Bayern-Landshut |                    |                    |                                              |                                              |                                              |                                              |                                              |                                              |                                    |                                    | Margarete von Österreich           | Margarete von Österreich           | Margarete von Österreich | Margarete von Österreich | Margarete von Österreich  | Margarete von Österreich  |                           |                           |                                             |                           |  |  |                                   |                                   |                                   |                                   | Friedrich II. Kurfürst von Sachsen | Friedrich II. Kurfürst von Sachsen | Friedrich II. Kurfürst von Sachsen | Friedrich II. Kurfürst von Sachsen | Friedrich II. Kurfürst von Sachsen  | Friedrich II. Kurfürst von Sachsen  |                                     |                                     |                                     |                                     |                    |                    |                                                   |                                                   |                                                   |                                                   | Margaretha von Österreich                         | Margaretha von Österreich                         | Margaretha von Österreich | Margaretha von Österreich | Margaretha von Österreich | Margaretha von Österreich |                        |                        |                        |                        |
|                                                |                                                |                                                |                                                |                                                |                                                |                                                |                                                |                                                |                                                |                    |                    |                                              |                                              |                                              |                                              |                                              |                                              |                                    |                                    |                                    |                                    |                          |                          |                           |                           |                           |                           |                                             |                           |  |  |                                   |                                   |                                   |                                   |                                    |                                    |                                    |                                    |                                     |                                     |                                     |                                     |                                     |                                     |                    |                    |                                                   |                                                   |                                                   |                                                   |                                                   |                                                   |                           |                           |                           |                           |                        |                        |                        |                        |
|                                                |                                                |                                                |                                                |                                                |                                                |                                                |                                                |                                                |                                                |                    |                    | Ludwig der Reiche Herzog von Bayern-Landshut | Ludwig der Reiche Herzog von Bayern-Landshut | Ludwig der Reiche Herzog von Bayern-Landshut | Ludwig der Reiche Herzog von Bayern-Landshut | Ludwig der Reiche Herzog von Bayern-Landshut | Ludwig der Reiche Herzog von Bayern-Landshut |                                    |                                    |                                    |                                    |                          |                          |                           |                           |                           |                           |                                             |                           |  |  |                                   |                                   |                                   |                                   |                                    |                                    |                                    |                                    |                                     |                                     |                                     |                                     | Amalia von Sachsen                  | Amalia von Sachsen                  | Amalia von Sachsen | Amalia von Sachsen | Amalia von Sachsen                                | Amalia von Sachsen                                |                                                   |                                                   |                                                   |                                                   |                           |                           |                           |                           |                        |                        |                        |                        |
|                                                |                                                |                                                |                                                |                                                |                                                |                                                |                                                |                                                |                                                |                    |                    | Ludwig der Reiche Herzog von Bayern-Landshut | Ludwig der Reiche Herzog von Bayern-Landshut | Ludwig der Reiche Herzog von Bayern-Landshut | Ludwig der Reiche Herzog von Bayern-Landshut | Ludwig der Reiche Herzog von Bayern-Landshut | Ludwig der Reiche Herzog von Bayern-Landshut |                                    |                                    |                                    |                                    |                          |                          |                           |                           |                           |                           |                                             |                           |  |  |                                   |                                   |                                   |                                   |                                    |                                    |                                    |                                    |                                     |                                     |                                     |                                     | Amalia von Sachsen                  | Amalia von Sachsen                  | Amalia von Sachsen | Amalia von Sachsen | Amalia von Sachsen                                | Amalia von Sachsen                                |                                                   |                                                   |                                                   |                                                   |                           |                           |                           |                           |                        |                        |                        |                        |
|                                                |                                                |                                                |                                                |                                                |                                                |                                                |                                                |                                                |                                                |                    |                    |                                              |                                              |                                              |                                              |                                              |                                              |                                    |                                    |                                    |                                    |                          |                          |                           |                           |                           |                           |                                             |                           |  |  |                                   |                                   |                                   |                                   |                                    |                                    |                                    |                                    |                                     |                                     |                                     |                                     |                                     |                                     |                    |                    |                                                   |                                                   |                                                   |                                                   |                                                   |                                                   |                           |                           |                           |                           |                        |                        |                        |                        |
|                                                |                                                |                                                |                                                |                                                |                                                |                                                |                                                |                                                |                                                |                    |                    |                                              |                                              |                                              |                                              |                                              |                                              |                                    |                                    |                                    |                                    |                          |                          |                           |                           |                           |                           | Georg der Reiche Herzog von Bayern-Landshut |                           |  |  |                                   |                                   |                                   |                                   |                                    |                                    |                                    |                                    |                                     |                                     |                                     |                                     |                                     |                                     |                    |                    |                                                   |                                                   |                                                   |                                                   |                                                   |                                                   |                           |                           |                           |                           |                        |                        |                        |                        |

## Ehrungen

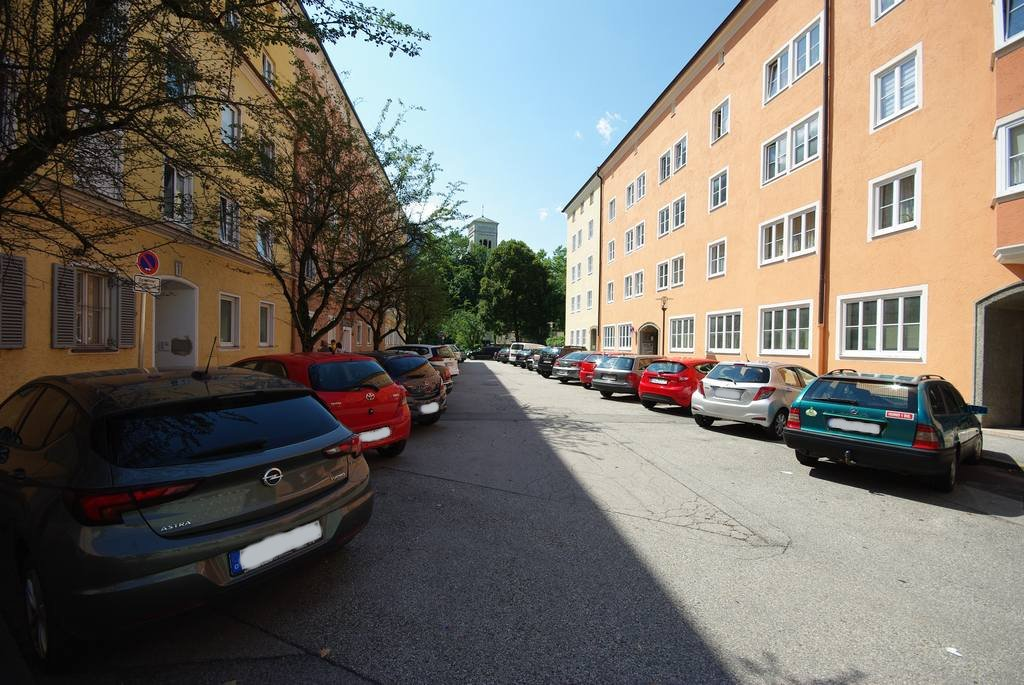
Herzog-Georgen-Straße in Bad Reichenhall

Die Herzog-Georgen-Straße in Bad Reichenhall ist nach Georg dem Reichen benannt, der zwischen 1494 und 1501 die meisten Sudhäuser der Stadt aufkaufte und so den Grundstein für eine Monopolisierung der Salzherstellung auf der einen aber auch für eine Verbesserung der Produktion auf der anderen Seite legte. Die Herzog-Georgen-Straße beginnt unweit der historischen Solequellen der Alten Saline an der Salinenstraße und führt bogenförmig in nordwestlicher Richtung zur Kammerbotenstraße.